# Список церквей Иерусалима

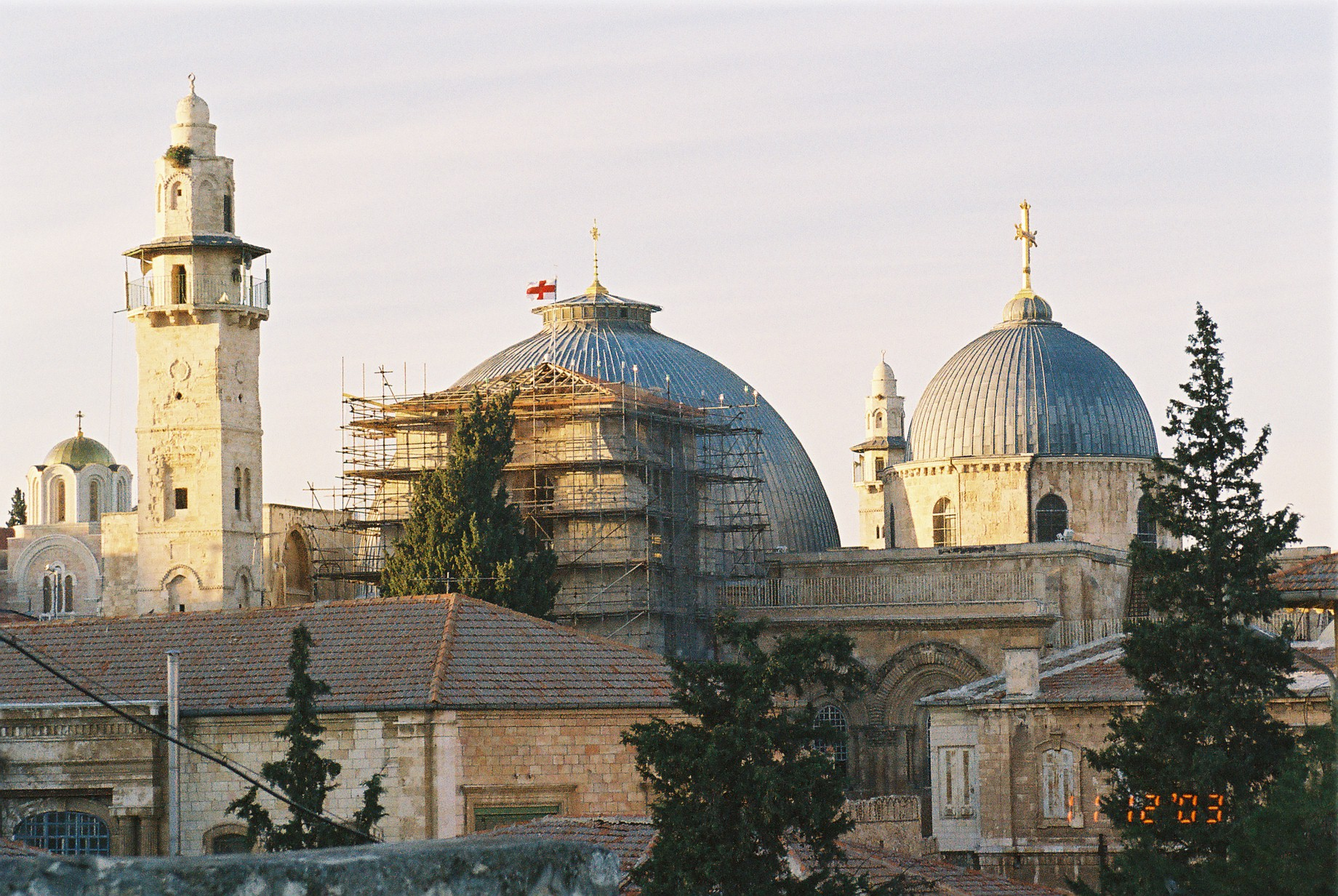
Храм Гроба Господня

Ввиду своего исключительного значения для христианства (согласно вероучению абсолютного большинства христианских конфессий Иерусалим — место распятия, смерти и воскресения Иисуса Христа), город, несмотря на не слишком большой процент христианского населения в настоящее время, продолжает оставаться местом массового паломничества верующих со всего мира. Многие конфессии имеют здесь собственные представительства и церковные здания, одни из которых имеют многовековую историю, другие построены относительно недавно.

## Старый город

### Виа Долороза

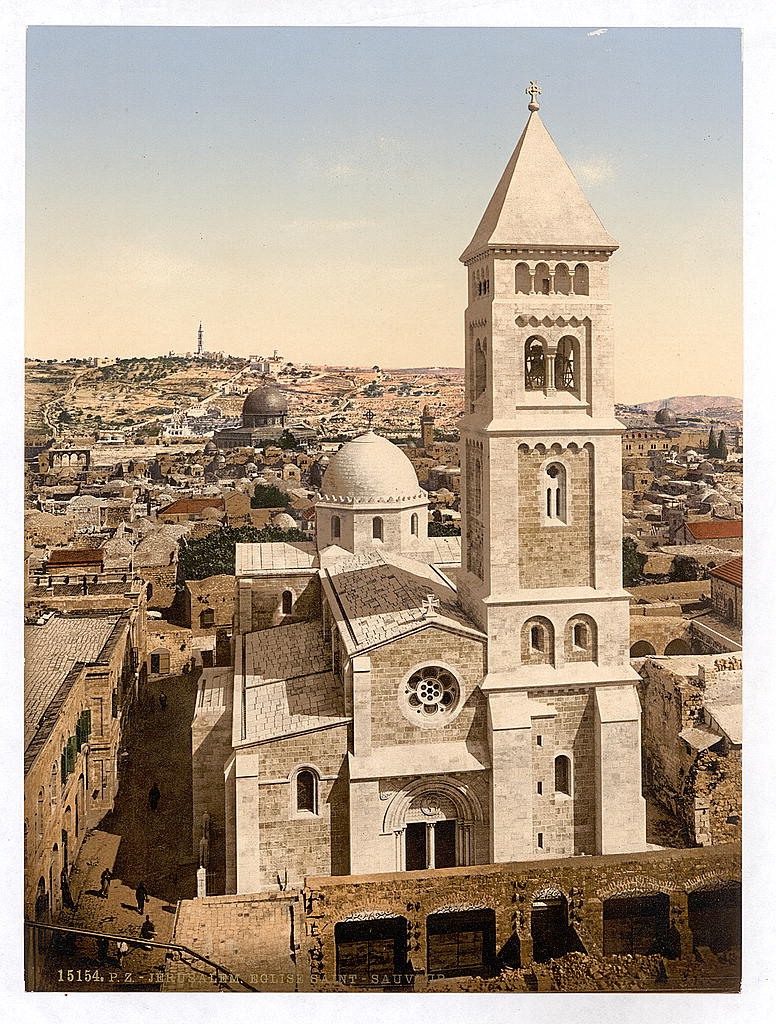
Лютеранская церковь Христа Искупителя

- Церковь Бичевания (римско-католическая)
- Церковь Осуждения (римско-католическая)
- Базилика Ecce Homo (римско-католическая) и относящийся к ней монастырь Богоматери Сиона
- Монастырь Претория (православный)
- Церковь Богоматери Страдания (армяно-католическая)
- Капелла Симона Киринеянина (римско-католическая)
- Часовня Святого Лица
- Монастырь Святого Харлампия (православный)
- Часовня Святой Елены
- Церковь Христа Искупителя (лютеранская)
- Церковь Святого Марка (Иерусалим) (сиро-яковитская)
- Церковь Святого Александра Невского (Иерусалим) (русская православная — РПЦЗ)
- Эфиопский монастырь
- Храм Гроба Господня

### Прочие
- Собор Святого Иакова (Иерусалим) (армянская)
- Собор Пресвятого Имени Иисуса Христа
- Базилика Святой Анны (Иерусалим) (католическая)
- Церковь Христа (Иерусалим) (англиканская)
- Церковь Ангелов (Иерусалим) (армянская)
- Церковь Христа (Иерусалим) (англиканская)
- Церковь Святого Иоанна Крестителя (Иерусалим)
- Церковь Сальватора (Иерусалим)
- Церковь Святой Марии Германской (Иерусалим)
- Монастырь Святой Анны (Иерусалим) — греческий православный монастырь на месте дома Иоакима и Анны
- Монастырь Святого Спасителя

## Елеонская гора

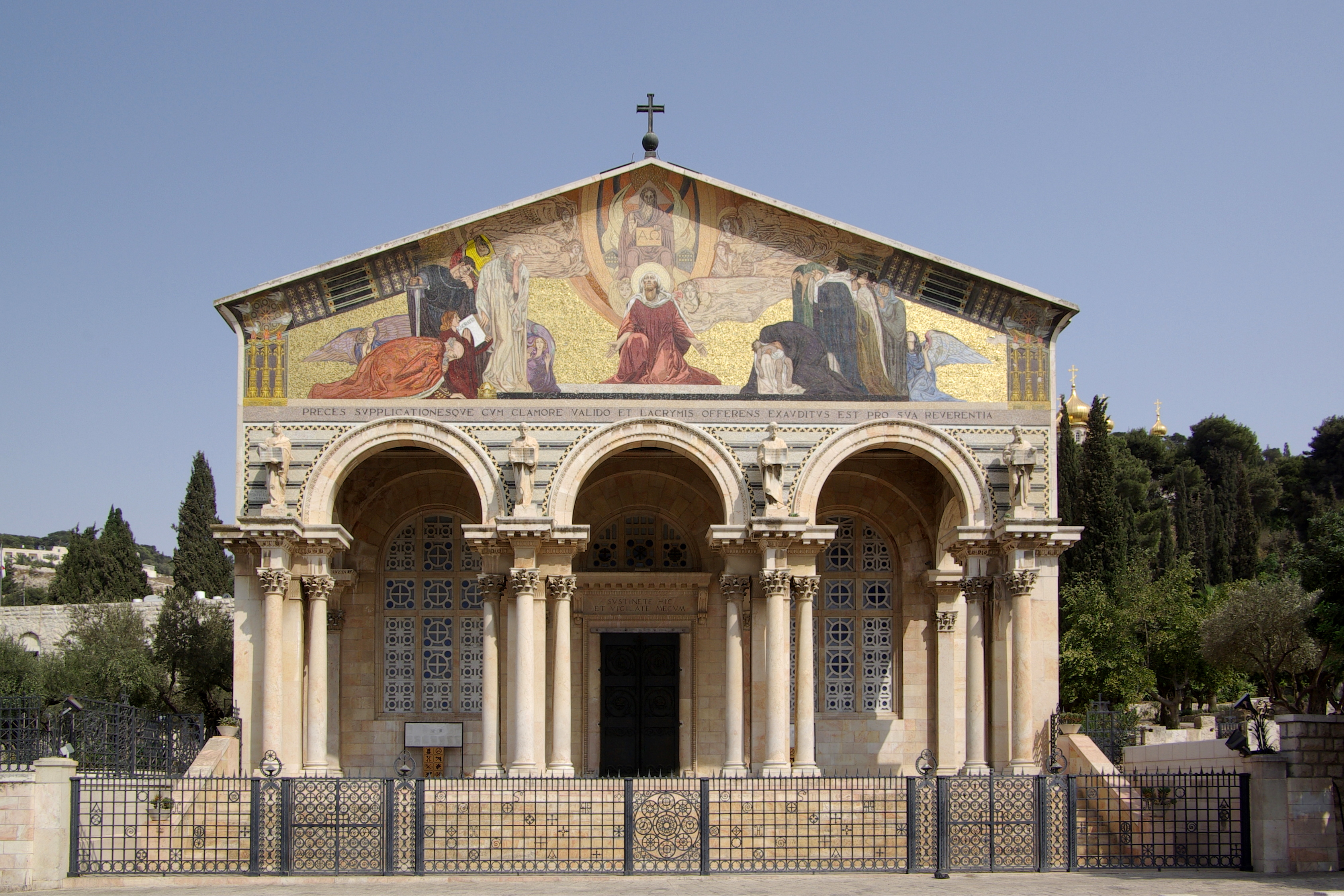
Церковь Всех Наций

- Вознесенский монастырь (Елеонская гора) (православие)
- Елеонская базилика (Елеона?)
- Церковь Доминус Флевит (римско-католическая)
- Храм Вознесения на Елеонской горе
- Церковь Отче Наш (римско-католическая)
- Церковь Вознесения (лютеранская)
- Церковь Всех Наций (римско-католическая)
- Церковь Святой Марии Магдалины (русская православная)
- Гробница Богородицы (православная)
- Монастырь Вири Галилеи (греческая православная) de:Viri-Galilaei-Kirche

## Гора Сион
- Храм Успения Пресвятой Богородицы в Сионе (римско-католическая)
- Церковь Святого Петра в Галликанту (римско-католическая)

## Новый город (южная сторона)

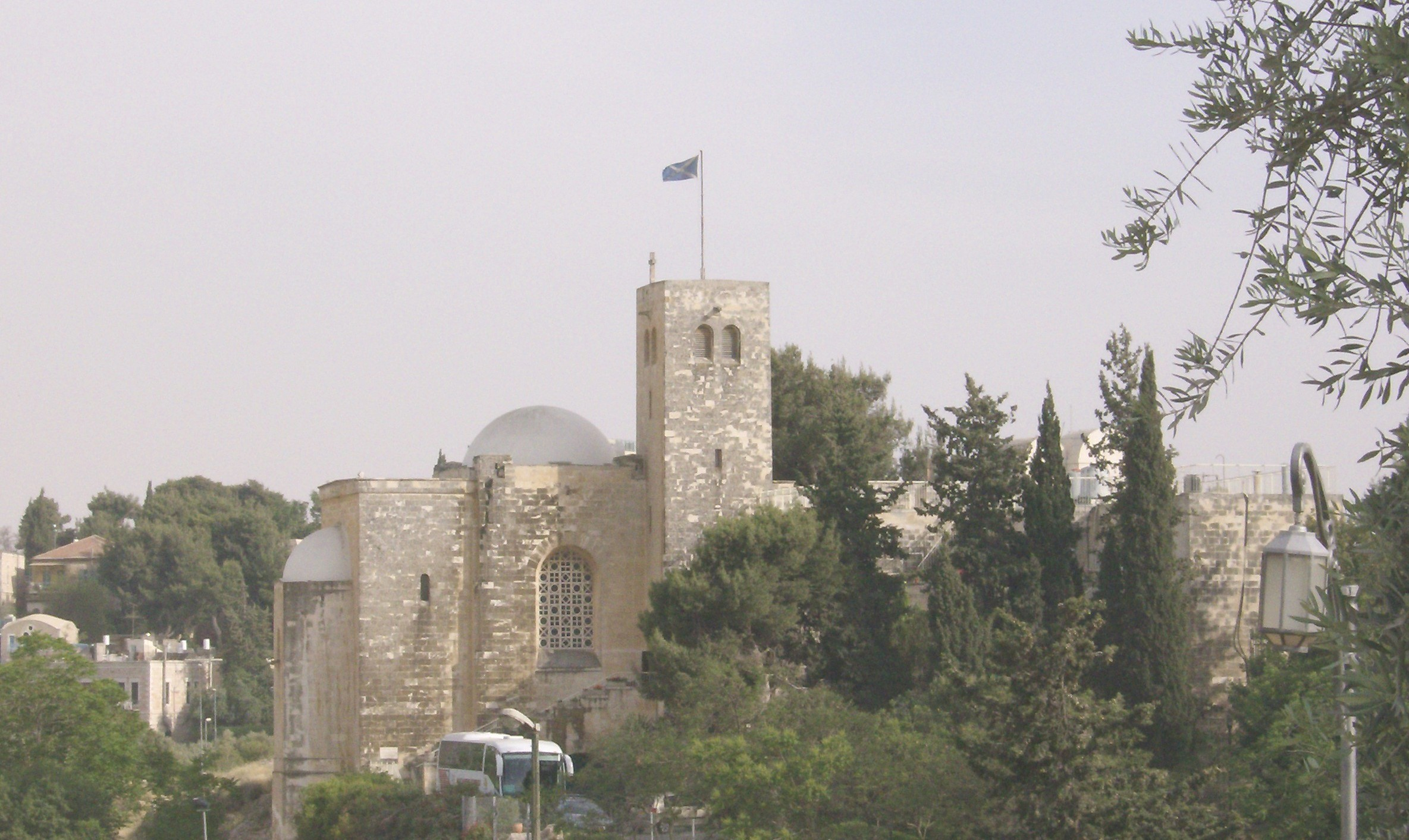
Шотландская церковь Святого Андрея

- Церковь Святого Андрея (Иерусалим) (шотландская) en:St Andrew's Church, Jerusalem
- Францисканский монастырь (Иерусалим)
- Назарейская церковь
- Монастырь Святого Креста (Иерусалим)
- Церковь Кидане Мехрет (Иерусалим) (эфиопская)
- Церковь Святого Петра в Галликанту

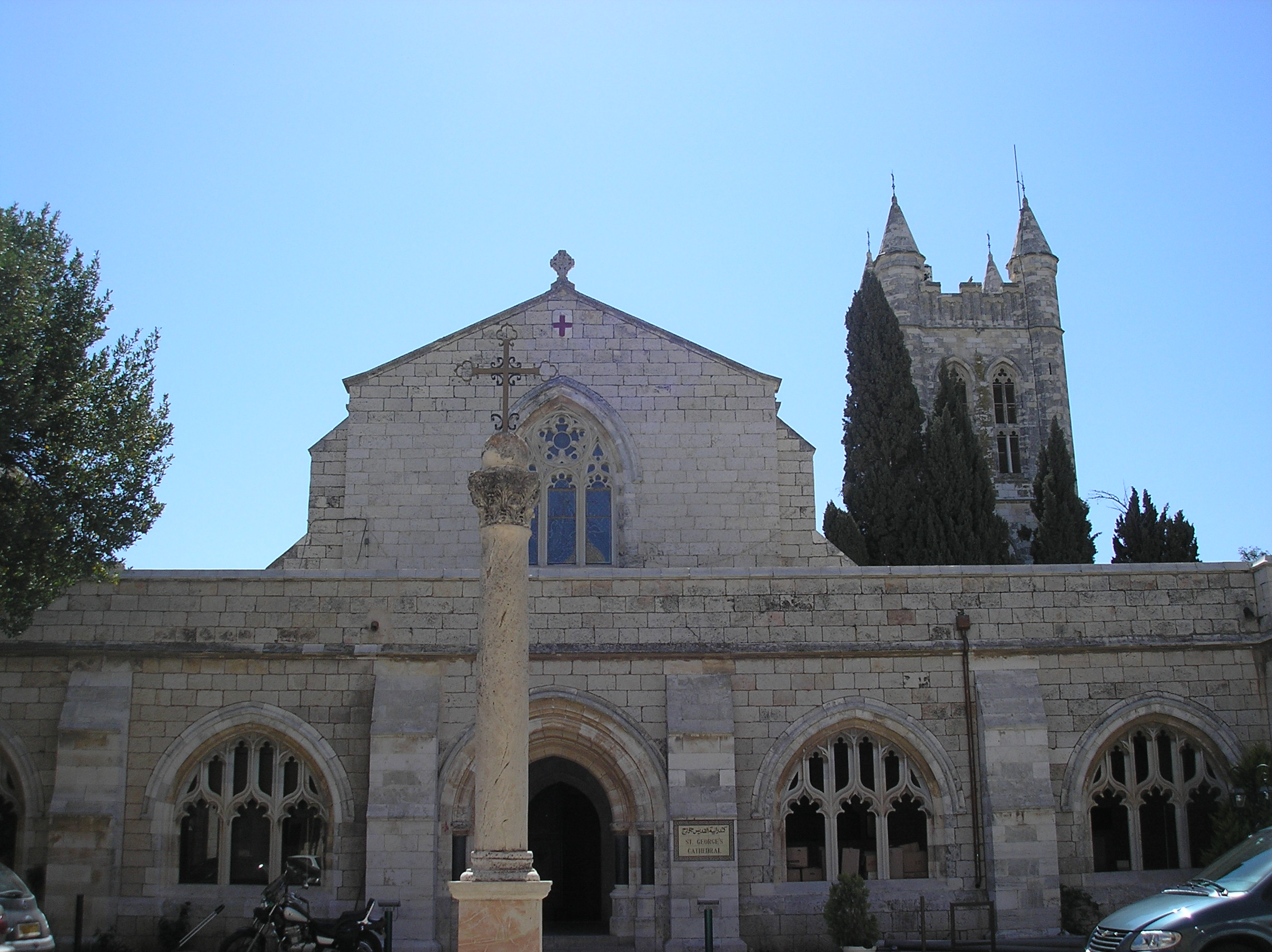
Англиканский собор Святого Георгия

## Новый город (северная сторона)
- Свято-Троицкий собор (Иерусалим) (русский православный)
- Церковь Святого Стефана (Иерусалим) (римско-католическая)
- Собор Святого Георгия (Иерусалим) (англиканская)
- Базилика Святого Стефана в Иерусалиме
- Садовая могила
- Церковь Назарянина

## Эйн Карем
- Горненский монастырь

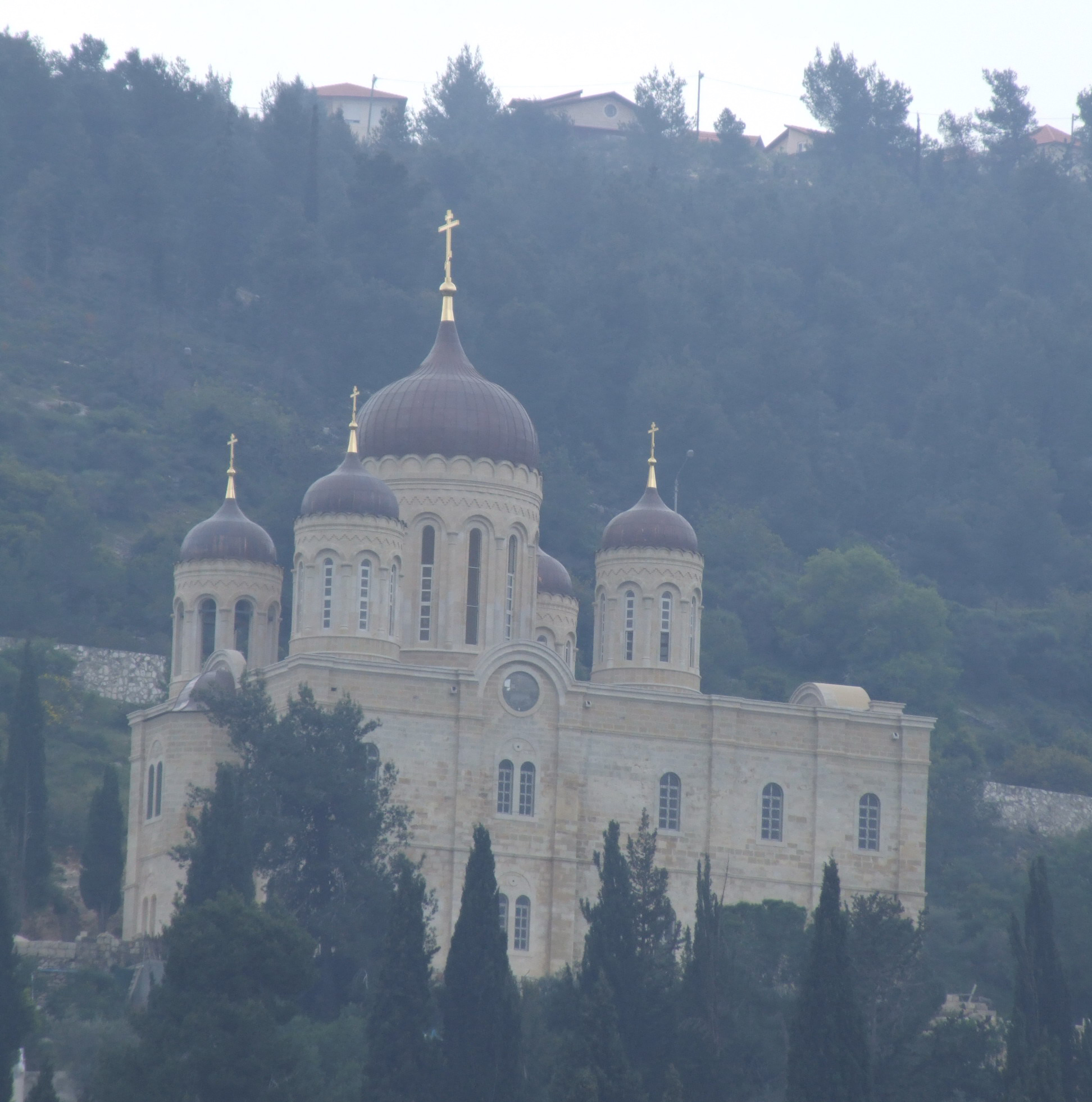
Храм Всех Святых в земле Российской просиявших

- Францисканский монастырь святого Иоанна Крестителя
- Церковь Посещения
- Монастырь Сестер Сиона

## Прочие места
- Церковь Святой Агнессы (Иерусалим)
- Церковь Святого Самуила (Иерусалим)
- Новая церковь Пресвятой Богородицы (Иерусалим)

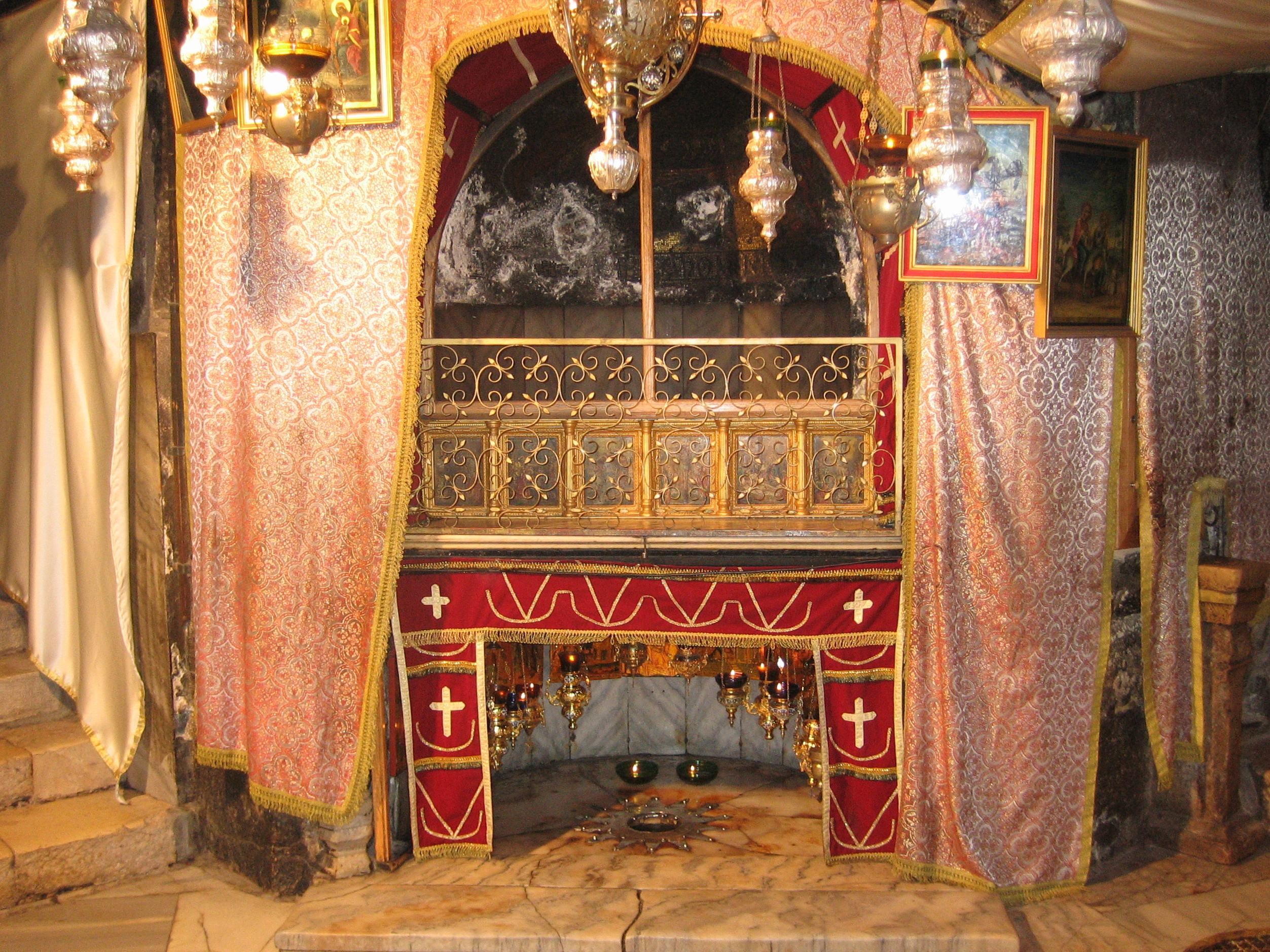
Алтарь над местом рождения Иисуса

## Вифлеем
- Пещера Рождества
- Базилика Рождества Христова